# Katagon

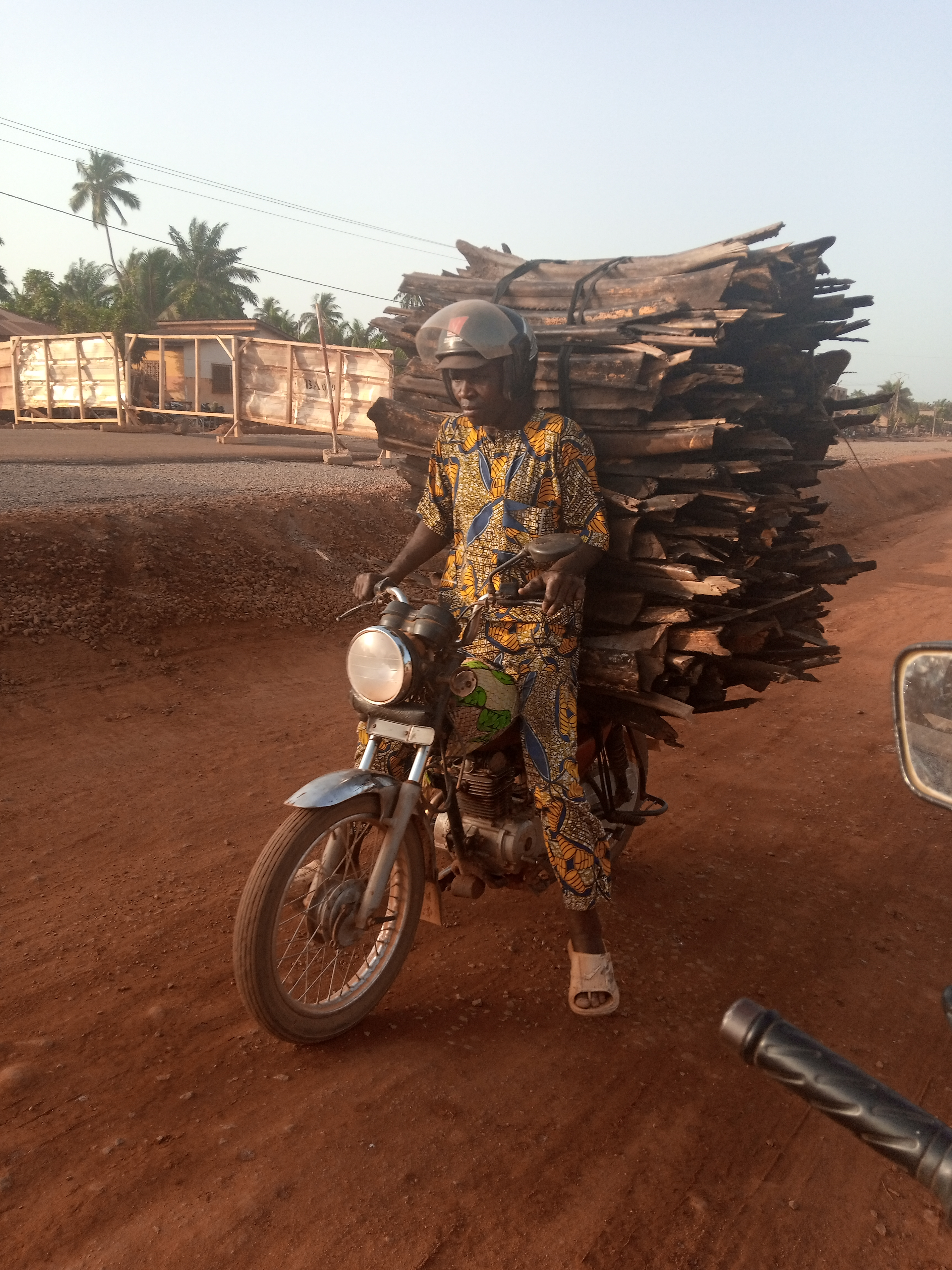
Am Rande von Katagon in Benin, nahe der Fernstraße RNIE1, stoppt ein Brennholz-Transporteur sein Motorrad (2020)

Katagon ist ein Arrondissement im Departement Ouémé in Benin. Es ist eine Verwaltungseinheit, die der Gerichtsbarkeit der Kommune Akpro-Missérété untersteht.

## Demographie
Gemäß der Volkszählung von 2013 hatte Katagon 17.860 Einwohner, davon waren 8533 männlich und 9327 weiblich.

## Geographie
Das Arrondissement liegt im Süden Benins und innerhalb des Departements Ouémé im Norden, nicht weit entfernt von Sakété.

## Verwaltung
Katagon setzt sich aus 13 Dörfern zusammen:
1. Amouloko
2. Anianlin
3. Gbakpo-Sèdjè
4. Houèzounmè-Daho
5. Katagon
6. Kiliti
7. Ouiya
8. Sogbé-Aligo
9. Tchian
10. Tohouikanmè
11. Tokpa-Houété
12. Vanté
13. Wayi-Sogbé

## Infrastruktur
Durch Katagon läuft die Fernstraße RNIE1, die südwärts Porto-Novo führt.